# Откровение Иоанна Богослова, 20

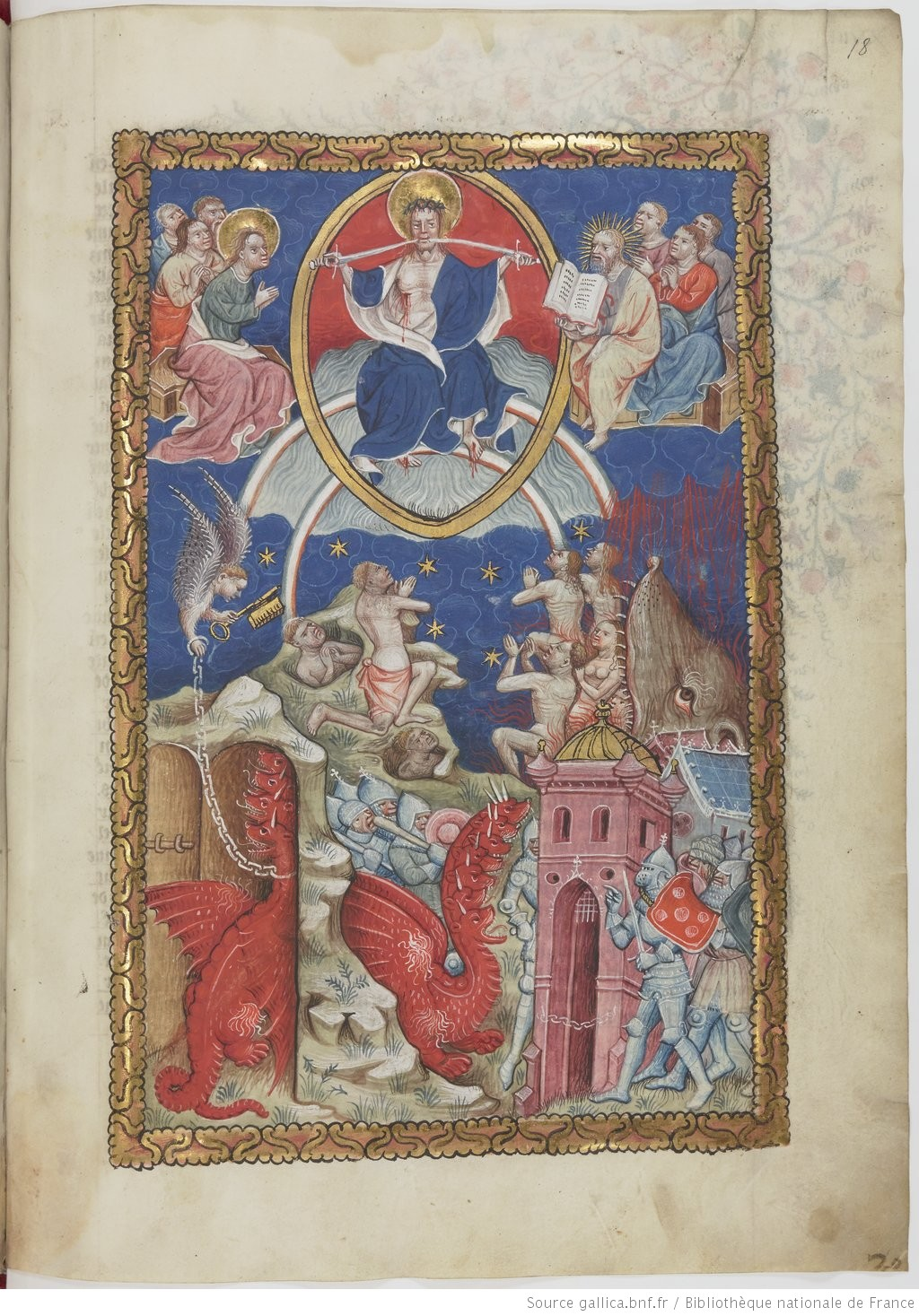

Откровение Иоанна Богослова, Глава 20 — двадцатая глава Книги Апокалипсиса (20:1—15), в которой происходит Страшный суд.

## Структура
- Сатана скован на тысячу лет (1-3)
- Тысячелетнее царство Христово (4-6)
- Освобождение сатаны, его последнее наступление и окончательное осуждение (7-10)
- Последний великий суд (11-15)

## Содержание
Иоанн видит ангела, сходящего с неба, в руках у которого были «ключ от бездны» и большая цепь. Ангел берет Дракона (Сатану), сковывает его на тысячу лет, низвергает в бездну, запирает и запечатывает печатью. Это делается, чтобы тот не прельщал народы в течение следующей тысячи лет, после чего его на малое время освободят.
Затем Иоанн видит престолы, на которых сидят назначенные судьями и души убитых за веру в Христа — те, кто не поклонился Зверю. Они ожили и царствовали с Христом тысячу лет. Прочие же из умерших не ожили в этот момент, однако оживают спустя эту тысячу лет. Это было «первое воскресение», те, кто воскресли в первом воскресении блажены и святы, над ними не имеет власти «вторая смерть», они будут священниками Бога и будут царствовать с ним тысячу лет.
По прошествии тысячи лет Сатана будет освобожден из темницы и выйдет обольщать народы, находящиеся на четырёх углах земли, Гога и Магога. Он будет собирать их на войну. Эти народы окружают стан святых и любимый город Бога. С неба падает посланный Богом огонь и уничтожает их. Сатану повергают в озеро серы, туда же, где находятся Зверь и лжепророк.
После этого Иоанн увидел великий белый престол и Бога на нём. Престол окружают мертвые, там же находятся книги, в том же числе книга жизни. Мертвых судят по написанному в книгах, сообразно их делам. Море отдает своих мертвых, а «смерть и ад» — тех мертвых, которые были в них. После этого «смерть и ад» повергают в огненное озеро. Это вторая смерть. Тех, кто не был записан в книге жизни, также бросают в озеро.

### Упомянуты
- Бездна
- Дракон (Сатана, Дьявол)
- Тысячелетнее царство
- Судьи
- Армагеддон
- Гог и Магог
- Зверь из моря и Зверь из земли
- Книга Жизни
- Страшный суд

## Толкование
Война, которая состоится по прошествии Тысячелетнего царства, в которой будет участвовать освобожденный из цепей Сатана, а также Гог и Магог — второй Армагеддон (первый был в 16-й главе). Одни толкователи считают, что это одна и та же битва, другие — что все же новое событие. Главное, что Царство Божье на земле уже существует, но занимает мало места (стан и город), и его могут окружить Гог и Магог. То есть Церковь остается странницей. Гог и Магог, впервые упомянутые у Иезекииля (Иез 38-39) — обозначение далеких воинствующих народов, которые быстро вторгаются и быстро уходят, полумифический враг. «Город возлюбленный» — Иерусалим, причем неважно, в земном или небесном смысле, все равно это обозначение Церкви, которая продолжает быть странницей, которая, как в ветхозаветные времена представляет собой кочующий лагерь. Огонь с неба напоминает о каре Содома и Гоморры. Сатана, побежденный второй раз, повергается в огненное озеро, причем на сей раз его победил не только Ангел, но и человеческий род. Наконец, наступает время последнего, Страшного суда. Небо и земля бегут от лица Бога, потому что он берется за переделку всей Вселенной. Мертвецы, которых отдает море, это не утопленники. Море, смерть и ад (преисподняя) — образы демонической стихии, сатанинского бытия, темные бездны, в которые погружены люди (поэтому в следующей главе говорится, что в Царствии Небесном нет моря).
Идея о Тысячелетнем царстве Божьем легла в основу мощного религиозного направления хилиазм (милленаризм). Оно гласит, что 1000 лет до конца света Христос будет царствовать на земле в царстве своих святых, а закончится это финальной битвой, воскресением всех умерших, последним судом и концом мира. Это было типичное учение для ранней Церкви. После заключения Сатаны в бездне, будут воскрешены христианские мученики, однако остальные умершие, в том числе христиане-немученики, не воскреснут. После окончания тысячелетнего царства Сатана будет освобожден на короткое время, состоится битва и общее воскресение мертвых. Сатана будет окончательно побежден и брошен в огненное озеро, его сторонники — сожжены огнем небесным, также как и те, чьи имена не занесены в книгу жизни. Это учение нигде больше в Новом Завете не озвучивается, но при этом являлось преобладающим в ранней Церкви, особенно в иудейских кругах, так как его источником являются иудейские мессианские верования, популярные в I в. до н. э. Иудейская концепция мессианского царства, где еврейский народ займет господствующее положение, эволюционировала. Сперва, во времена пророков, считалось, что оно будет вечным, никогда не будет разрушено. Но к I в. до н. э. идея изменилась: Мессия будет царствовать ограниченное время, после которого настанет конец Света. Срок царства рассчитывали исходя из времени, потребовавшегося на Сотворение мира (6000 лет = 6 дней Господа, равных тысяче лет), причем прихода Мессии ждали в 6000-й год, и его царство должно было длиться 1 день Господен, день отдыха в истории творения. Эта идея не была принята всеми христианами, и порицалась некоторыми Отцами церкви, например Иероним с презрением говорил о «полуиудеях, которые ожидают Иерусалима, переполненного золотом и драгоценными камнями с небес, в котором все народы будут служить Израилю» («Комментарий на книгу Исаии» 60,1). Эти образы, по их мнению, следовало толковать все-таки духовно. Однако слово «тысяча» надо понимать в переносном смысле, как «очень много».
Бездна, в которой ангел замкнет Сатану — в представлении иудеев огромная пещера под поверхностью земли, иногда место, куда отправлялись умершие или где содержались особые грешники в ожидании наказания. В неё вела расселина, которая и была заперта. Боязнь бездны дьяволами упоминается в Новом Завете, например, в рассказе об одержимом бесами из страны Гадаринской (Лук. 8,31). Печать, положенная на расселину, должна обеспечить надлежащее заключение узника, аналогично печати, положенной на Гроб Христов, чтобы гарантировать, что он не пропадет (Мат. 27,66).
Первое воскресение из мертвых — только для тех, кто умер и страдал за веру. Второе воскресение, уже для всех — после периода царства. Те, кто доказал особую верность Христу, получит особые привилегии. В их число входят те, кто принял мученическую кончину за Христа, самую жестокую смерть. А также те, кто не поклонился Зверю и не принял его знак (возможно те, которые не стали мучениками, но претерпели за Христа). Те, кто был верен Христу, получат привилегию судить, это было обещано уже в Евангелиях.
Освобождение Сатаны на короткий срок после периода царства имеет неозвученные причины. Возможно, причина в том, что после периода праведности и мира люди могут начать пренебрегать верой, относиться к ней слишком просто. И освобождение Сатаны — испытательный срок для верующих. Его нападение с войсками на Иерусалим — стандартная идея для иудейского мировоззрения (Дан. 11, Зах. 14,1-11). Из Ветхого Завета взяты Гог и Магог — символы всего, что враждебно Богу. Белый престол символизирует неприступную чистоту. Суд начинается с того, что бежит мир нынешний — небо и земля. За этим следует суд человечества, суд малых и великих. Упоминаются два рода книг, в первой записаны дела людей. Вторая — книга жизни, которая уже упоминалась ранее. Например, чьи имена не написаны в книге жизни, переданы на уничтожение (Отк. 13,8). Мертвецы из моря — те, кто не был похоронен по обряду, однако это не помешает им предстать перед Судией.